# عرب هولندا
العرب في هولندا هم المهاجرين والمواطنين الهولنديين الذين ينتمون لأصول عربية، ويبلغ تعدادهم حوالي 230،000.